# Mohammad Al-Sahafi
Mohammad Al-Sahafi (ur. 2 października 1975) – saudyjski piłkarz występujący podczas kariery na pozycji obrońcy.

## Kariera klubowa
Mohammad Al-Sahafi podczas kariery występował w klubie Ittihad FC.

## Kariera reprezentacyjna
Mohammad Al-Sahafi występował w reprezentacji Arabii Saudyjskiej w latach dziewięćdziesiątych.
W 1997 uczestniczył w zakończonych awansem eliminacjach do Mistrzostw Świata 1998. W tym samym roku wystąpił w Pucharze Konfederacji. Na tym turnieju wystąpił w meczu z Meksykiem.